# NGC 1105
NGC 1105 is een spiraalvormig sterrenstelsel in het sterrenbeeld Walvis. Het hemelobject werd in 1886 ontdekt door de Amerikaanse astronoom Francis Preserved Leavenworth.

## Synoniemen
- IC 1840
- PGC 10333
- MCG -3-8-4
- NPM1G -15.0144